# Thymoites villarricaensis
Thymoites villarricaensis là một loài nhện trong họ Theridiidae.
Loài này thuộc chi Thymoites. Thymoites villarricaensis được Herbert Walter Levi miêu tả năm 1964.